# Iva Landeka
Iva Landeka (ur. 3 października 1989) – chorwacka piłkarka, grająca na pozycji pomocnika. Zawodniczka pochodzi z miejscowości Rastovača niedaleko Posušja, w Bośni i Hercegowinie. Piłkarka krótko grała w zespole ŽNK Marjan Split, a następnie przez 3,5 roku występowała w ŽNK Dinamo-Maksimir z Zagrzebia. Na początku 2008 roku została zawodniczką austriackiego FC Sankt Veit, by po pół roku przejść do FC Kärnten. Na początku 2011 roku przeszła do RTP Unii Racibórz, z którą w tym samym roku zdobyła mistrzostwo Polski. Od rundy wiosennej sezonu 2011/2012 gra natomiast w niemieckim FF USV Jena. Zawodniczka ma także na koncie występy w reprezentacji Chorwacji oraz reprezentacji Chorwacji do lat 19. Jej brat, Davor Landeka oraz kuzyn, Josip Landeka również grają w piłkę.